# Shinian
Shinian (kinesiska: 石碾镇, 石碾) är en köping i Kina. Den ligger i provinsen Sichuan, i den sydvästra delen av landet, omkring 190 kilometer sydost om provinshuvudstaden Chengdu. Antalet invånare är 23 584. Befolkningen består av 11 792 kvinnor och 11 792 män. Barn under 15 år utgör 19,0 %, vuxna 15-64 år 66 %, och äldre över 65 år 14,0 %.
Genomsnittlig årsnederbörd är 1 434 millimeter. Den regnigaste månaden är september, med i genomsnitt 295 mm nederbörd, och den torraste är december, med 19 mm nederbörd.